# 梅窩

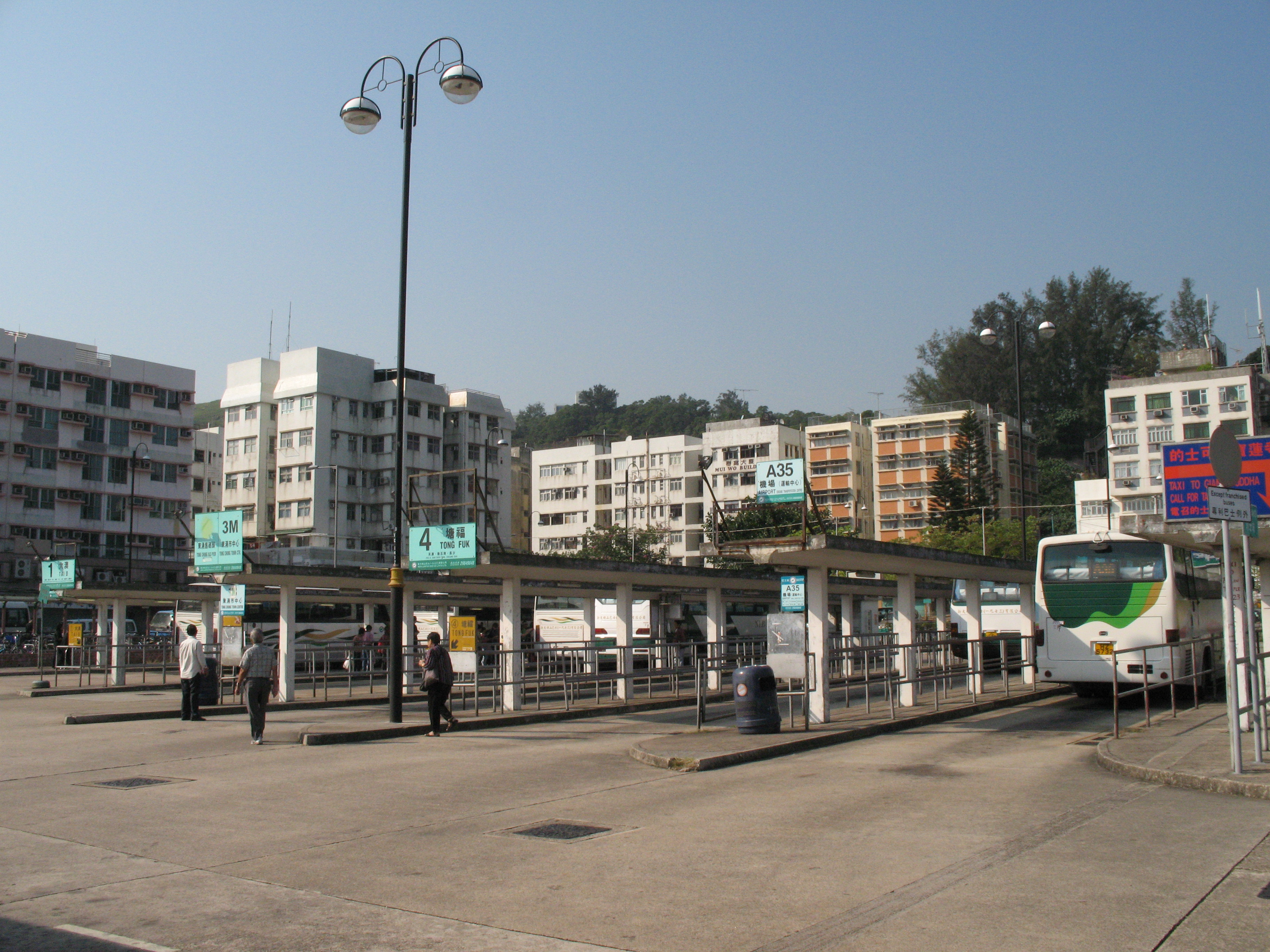
梅窩市中心

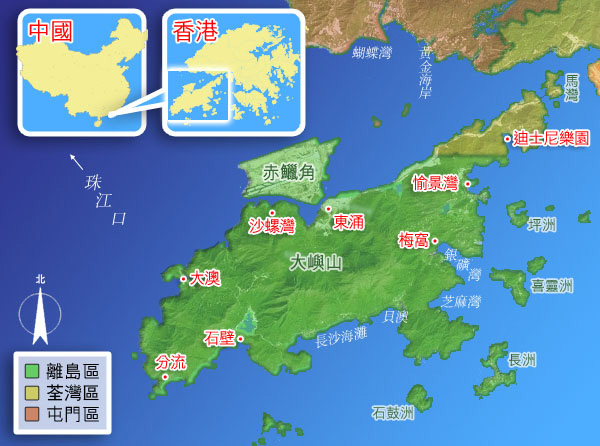
大嶼山地圖

梅窩（英語：Mui Wo），古稱梅窠或者梅蔚（粵語窠與窩同音），
位於香港新界離島區大嶼山東部。梅窩環境優美，為香港郊遊度假的好去處。
早年青嶼幹線及港鐵東涌綫未落成前，梅窩是除愉景灣外，提供渡輪服務連接市區的地方，也是大嶼山居民往返香港島的唯一通道；從前由香港市區到訪昂坪寶蓮寺，通常會先到達港外線碼頭，乘搭渡輪到達梅窩，最後轉乘巴士到寺。

## 歷史

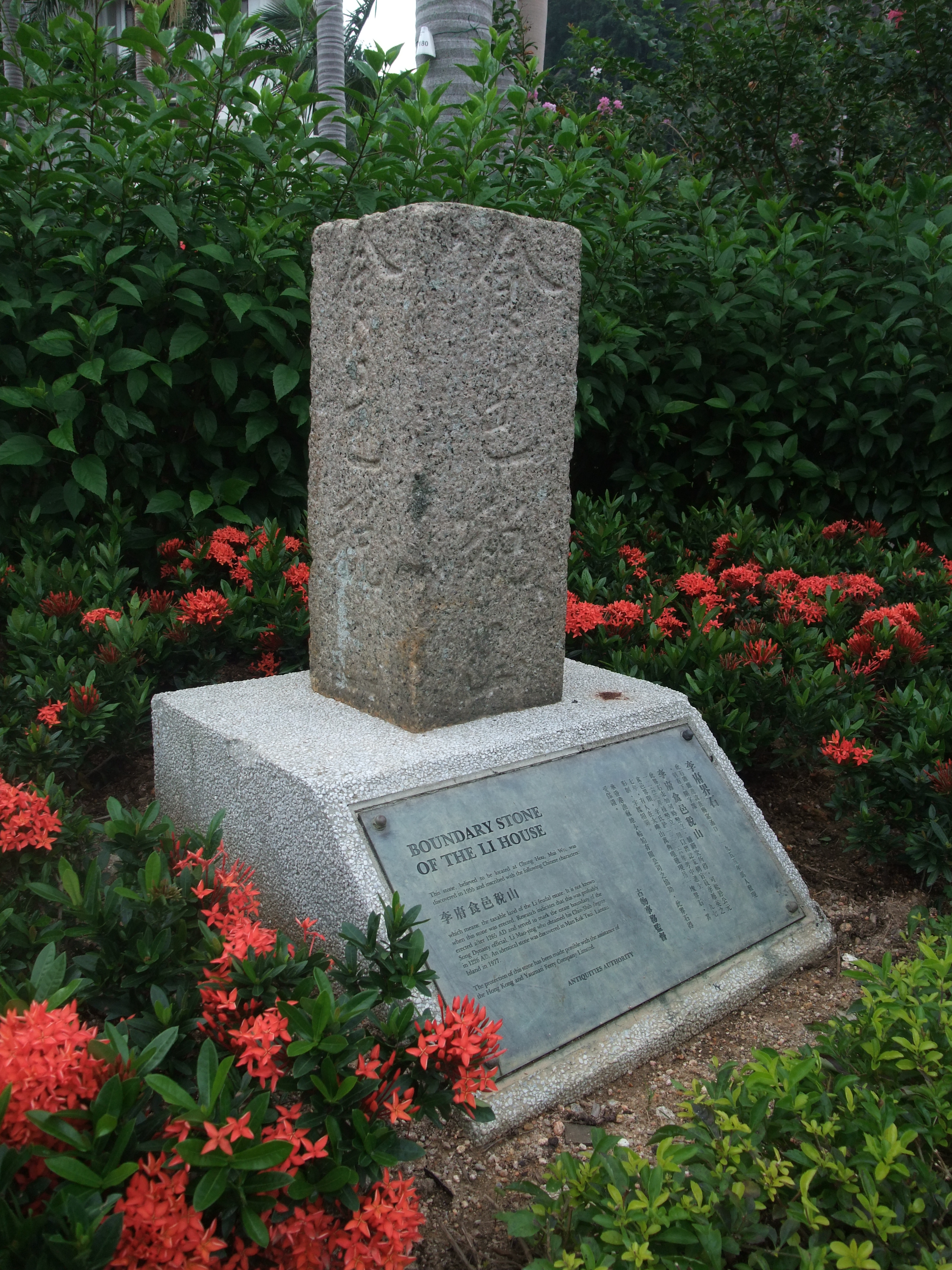
現置於梅窩碼頭迴旋處休憩花園的李府食邑稅山，據說原本設在涌口，1955年被人發現

相傳南宋末年，逃避元朝士兵的宋帝昺等人除到了馬頭圍一帶外，亦曾在梅窩一帶稱帝登基，並稍作逗留，亦是南宋廣東官吏李昴英的食邑封地。因為這裡地形像梅花的五瓣，中部有蝴蝶山構成窩形，因而稱為「梅窩」。鄉民則習慣稱這裡為「梅窩谷」。
梅窩原為漁村，當年與大澳差不多，近岸建了不少棚屋及漁船聚集，其後早年梅窩鄉事委員會，與港英政府商討發展梅窩，以旅遊業為地區經濟發展，先將部份木屋居民安置到圓桌村，其後又將居住棚屋漁民安置入銀灣邨，清拆棚屋，將梅窩變成現代化旅遊點，現時梅窩設施及道路規劃正是早年規劃至今。
梅窩經濟主要靠唯一前往大嶼南（塘福、長沙及貝澳）、寶蓮寺及大澳之陸路交通點，建立相關旅遊經濟，隨著東涌新市鎮發展建立鐵路及道路往香港市區，較由梅窩前往節省由中環往梅窩水路。以往梅窩居民不少經營住宿、渡假屋、賣旅遊紀念品及食肆謀生，90年代中期因東涌發展，梅窩旅遊經濟開始走下坡，市道變得蕭條，由中環往梅窩渡輪服務因遊客減少拉高每位營運成本而加價，亦令大嶼山各處遊客陸續轉由東涌出發，對梅窩經濟形成惡性循環。但往來港島的市民因交通費較途經東涌轉車（特別是5次發生意外及事故而影響）為低及直接，仍然有一定客量支持。
展望未來，梅窩居屋入伙後，因應居民增加而運輸需求增長下，此航線客量可望得以提升。
2003年政府計劃在喜靈洲興建超級監獄，在喜靈洲西南開始以建防波堤爲名，偷步進行平整工程為超級監獄作準備，當時政府計劃興建渡海橋樑連接喜靈洲和梅窩，以及建造繞道繞過梅窩市中心作為配套，引起當時梅窩鄉事委員會及居民不滿，政府當時未有明確諮詢地區，居民擔心監獄及渡海橋樑建成，對梅窩地區經濟進一步雪上加霜，一旦有逃獄事件及監獄暴亂發生，產生治安問題，更危及居民生命安全。政府由於面對不少反對聲音，特別是興建過程對附近自然環境生態影響，政府於2005年在10月12日以立法會文件方式宣布擱置在喜靈洲建監獄。
根據《2004年度香港行政長官施政報告》，香港政府於2004年2月成立的大嶼山發展專責小組提出《大嶼山發展概念計劃》，經過同年11月至2005年2月的公眾諮詢後，計劃於2006年10月交予離島區議會討論。其中一個建議為翻新梅窩，包括修建海濱長廊、翻新墟市、改建梅窩市鎮廣場及建露天茶座等。
2009年香港政府完成翻新梅窩景貌改善工程的可行性研究，提出斥資3億港元，以怡情小鎮為主題進行，包括研究開放區內的銀礦洞作為旅遊景點。其後政府提出分為兩期進行梅窩改善工程，第一期包括改善北面海濱長廊、改善市鎮廣場、在鄉村區內及景點附近提供休憩地方及設施；以及改善梅窩的單車徑網絡等，涉及費用逾億港元。
同年正生書院原計劃於2012年由大嶼山芝麻灣半島的下徑遷到新界鄉議局南約區中學原址，遭區內居民嚴厲反對，加上政府向地區諮詢不足，政府一直以來對梅窩地區發展態度表現冷漠，從來忽略地區人士意見，沒實質措施改善當時梅窩地區經濟，令正生與梅窩居民於遷址上產生嚴重對立，所謂「正生事件」，當時傳媒一面倒支持正生遷入梅窩，並指責反對遷址的梅窩居民表現「野蠻」及出言「歧視」正生學生，其後有傳媒報導指正生財政來源不清，財務賬目有問題，令政府不敢再全力支持正生遷入梅窩，結果正生遷址一事不了了之，正生因而改為現址重建校舍及設施。
2012年12月，香港政府將勾地表內的一幅面積為0.24公頃的梅窩私人住宅用地撥作興建居屋，預計可以興建1幢樓高13層的大廈，提供約130伙單位。預計於2014年動工，於2017年落成。此外亦會將梅窩消防局旁的社區用地更改劃為住宅用地，以興建新居屋，可以提供逾500伙居屋單位。由於有區議員擔心單位數目少，將來攤分管理費用開支將會大幅度地增加，故此要求房署將毗鄰梅窩消防局的政府用地一併更改作為居屋。房屋署研究後，認爲該地皮合適興建居屋，於2013年2月建議將該幅「政府、機構或社區用途」土地更改劃作住宅用途，一併作爲居屋發展。這兩個項目最後發展為「銀蔚苑」和「銀河苑」、分別提供170個及529個單位，並於2018年8月入伙，成為2010年代僅有兩個離島居屋。
2013年2月香港政府宣佈於同年年中展開梅窩改善工程，包括改善北面海濱長廊、改善市鎮廣場及增設指示牌等，預算4億8,400萬港元。同年府建議城市規劃委員會鄉郊及新市鎮規劃小組委員會修訂《梅窩邊緣分區計畫大網圖》，就在梅窩消防局旁邊的政府用地（佔地逾82,000平方呎）更改爲住宅用地，用以興建兩棟樓高12至16層的公共房屋，以3.6倍地積比率發展，平均單位面積約600方呎，合共提供約460個單位，預計最早於2015年動工，於2017年落成料最快兩年後動工；有關建議於同年9月27日被審議。最後工程分兩期進行，第一期工程於2014年7月4日展開，於2017年6月完成。第二期第一階段工程於2016年7月28日展開，並於2019年4月中大致完成，陸續開放給公眾使用。

## 未來發展
大嶼山發展諮詢委員會在2016年1月向行政長官提交其第一屆工作報告中，提出把東大嶼都會定位為長遠策略增長區。
《香港2030+：跨越2030年的規劃遠景與策略》研究進一步開發大嶼山東部水域及鄰近地區，發展東大嶼都會以容納新增人口，並作為中區及九龍東以外一個新核心商業區，包括在交椅洲及喜靈洲周邊水域進行大規模填海，提供商業樓面面積；梅窩的發展則主要作文娛休閒設施及水上活動中心。初步預計人工島和梅窩將會由隧道、大橋以及鐵路連接至香港不同地方，惟詳細的交通基建連接尚待確認。

## 主要屋邨及屋苑

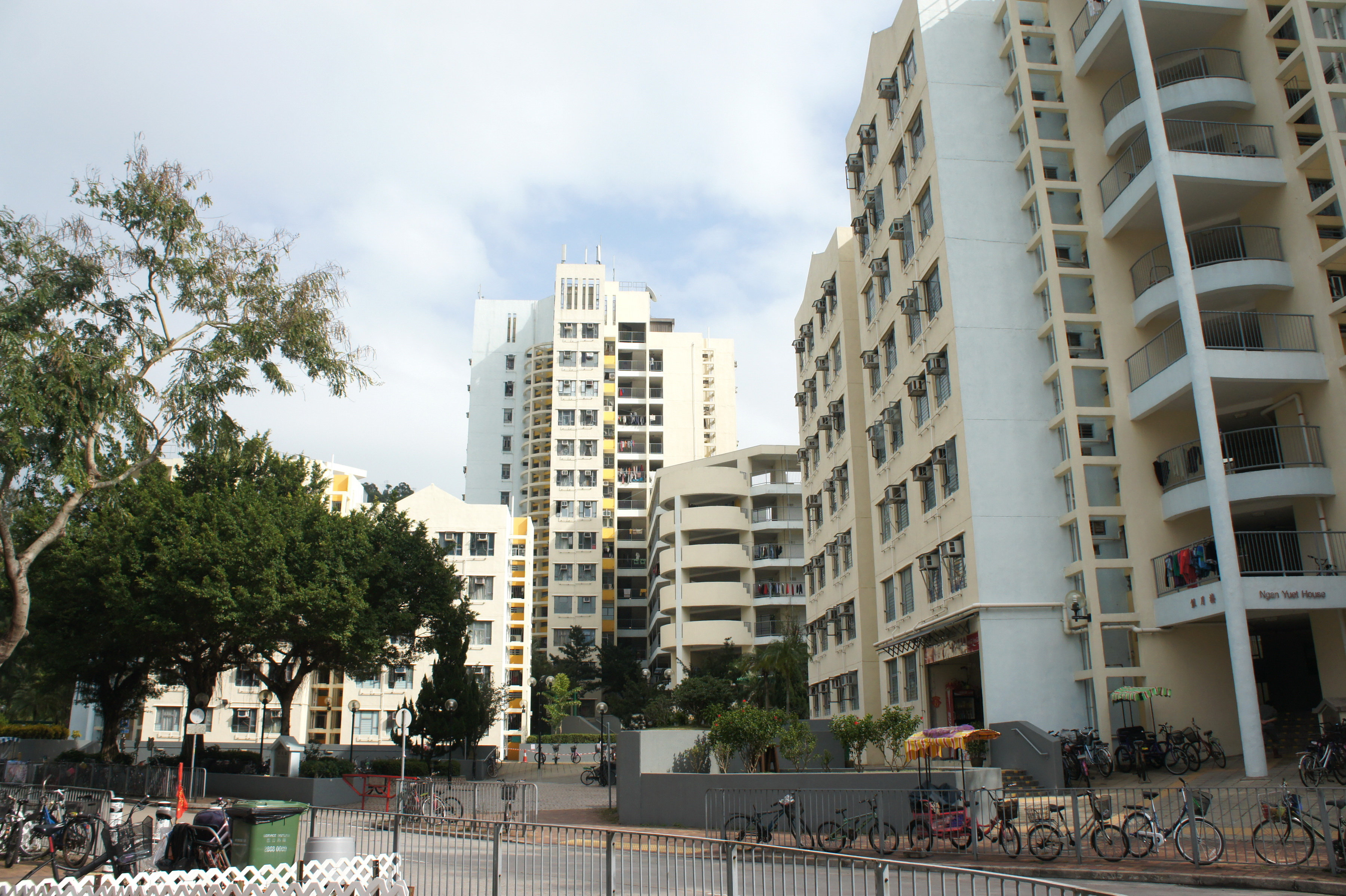
銀灣邨是梅窩唯一的公共屋邨

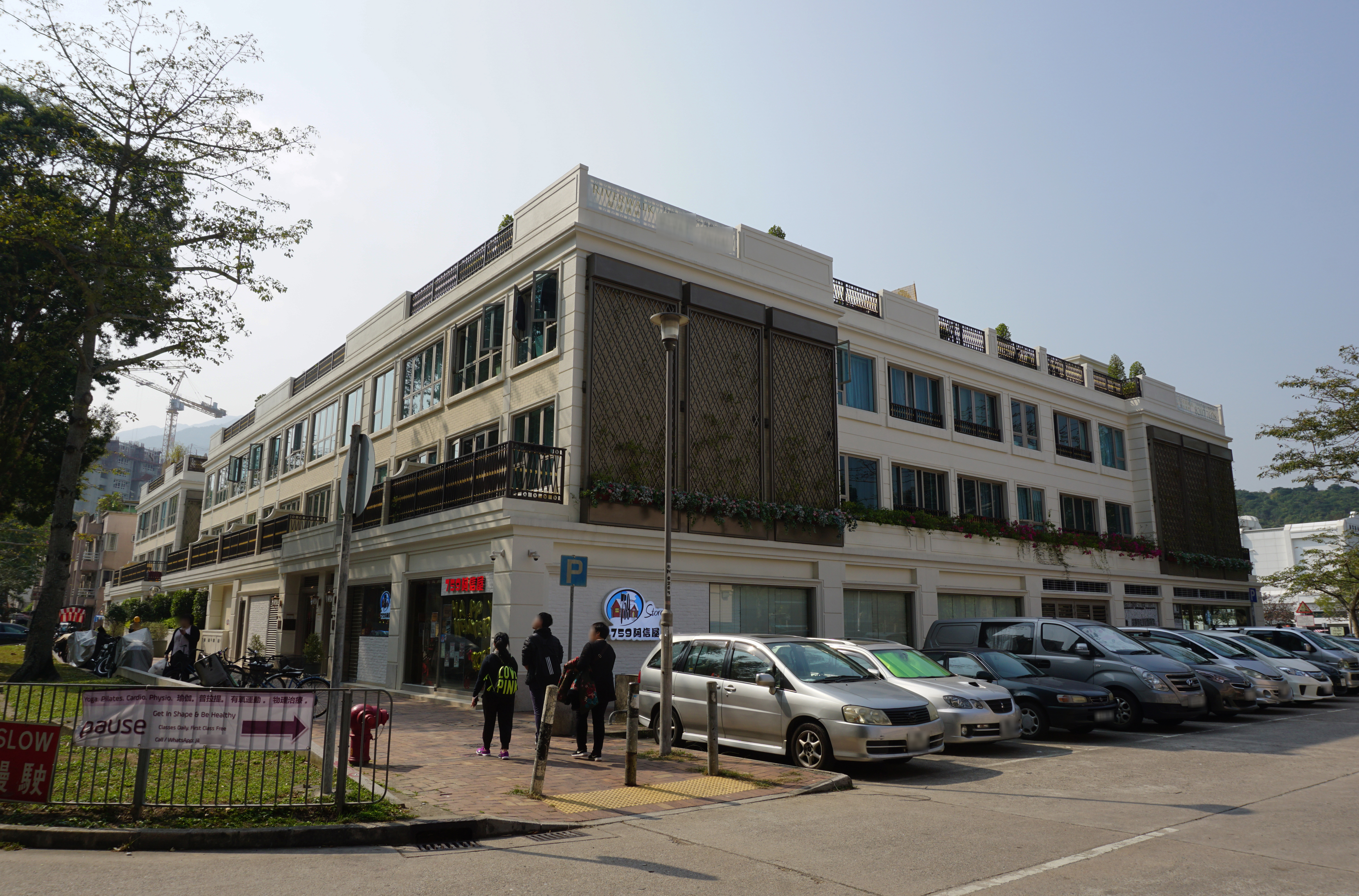
銀河灣畔

- 銀灣邨
- 銀景中心
- 銀濤軒
- 銀河灣畔
- 銀蔚苑
- 銀河苑
- 銀濤軒

## 醫療
- 梅窩普通科門診診所（位於梅窩政府合署）

## 社會服務
- 博愛醫院陳士修紀念社會服務中心（博愛醫院所設立的長者日間服務中心-兼有兒童及青少年服務）
- 香港家庭福利會 大嶼山（梅窩）分會 -改善家居及社區照顧服務

## 教育

### 中學
- 新界鄉議局南約區中學（於2007年停辦）

### 小學
- 梅窩學校（1939年創辦）
- 銀礦灣學校[9]

### 幼稚園
- 力行幼稚園 （页面存档备份，存于） （1964年創辦）
- MUI WO OWLS SCHOOL （2009年創辦）（已停辦）
- 小大嶼山蒙特梭利幼稚園 （页面存档备份，存于）（2011年創辦）
- 艾思維國際幼稚園（大嶼山）（2015年創辦）

## 歷史建築

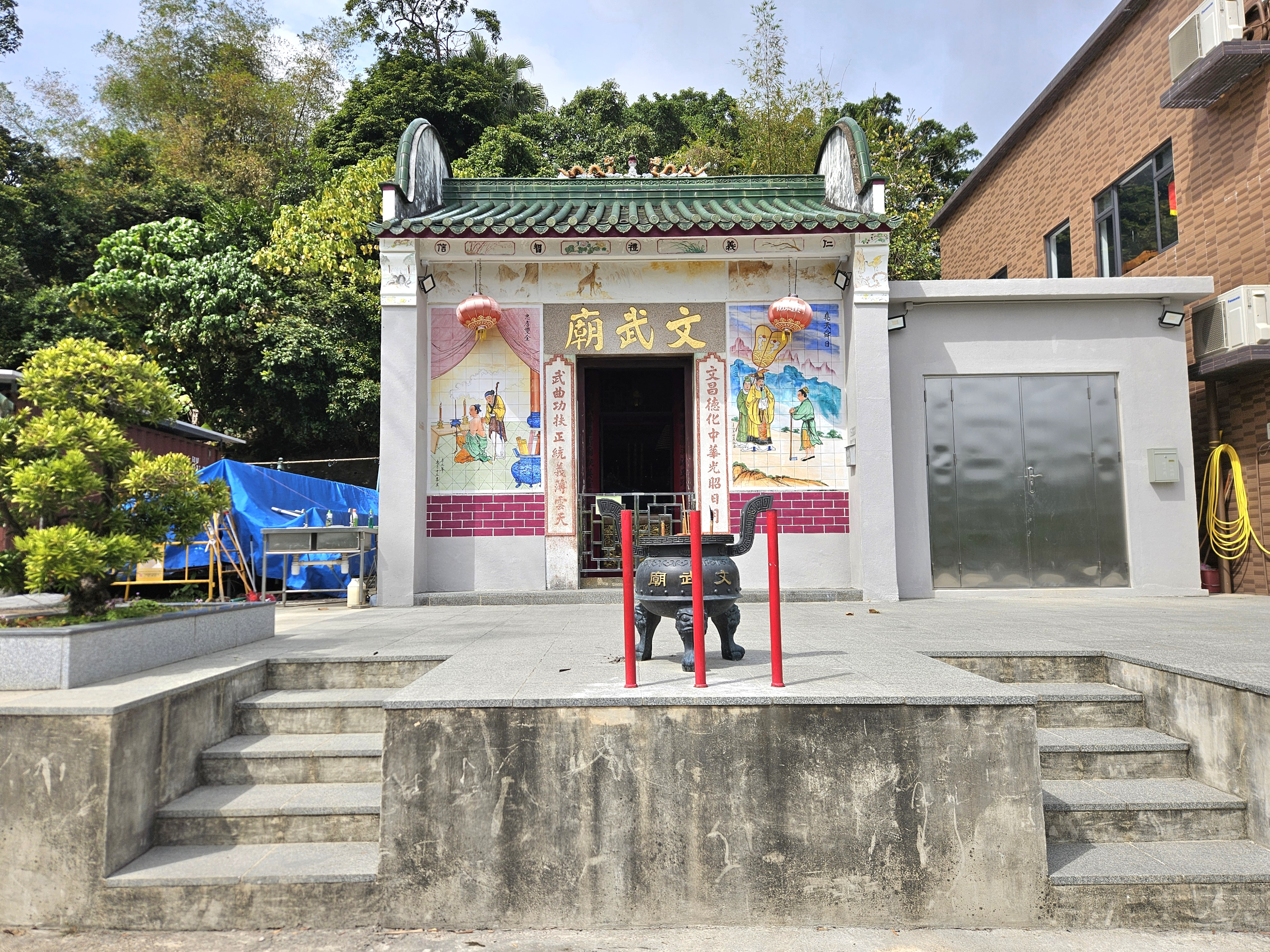
明萬曆年間建成的梅窩文武廟

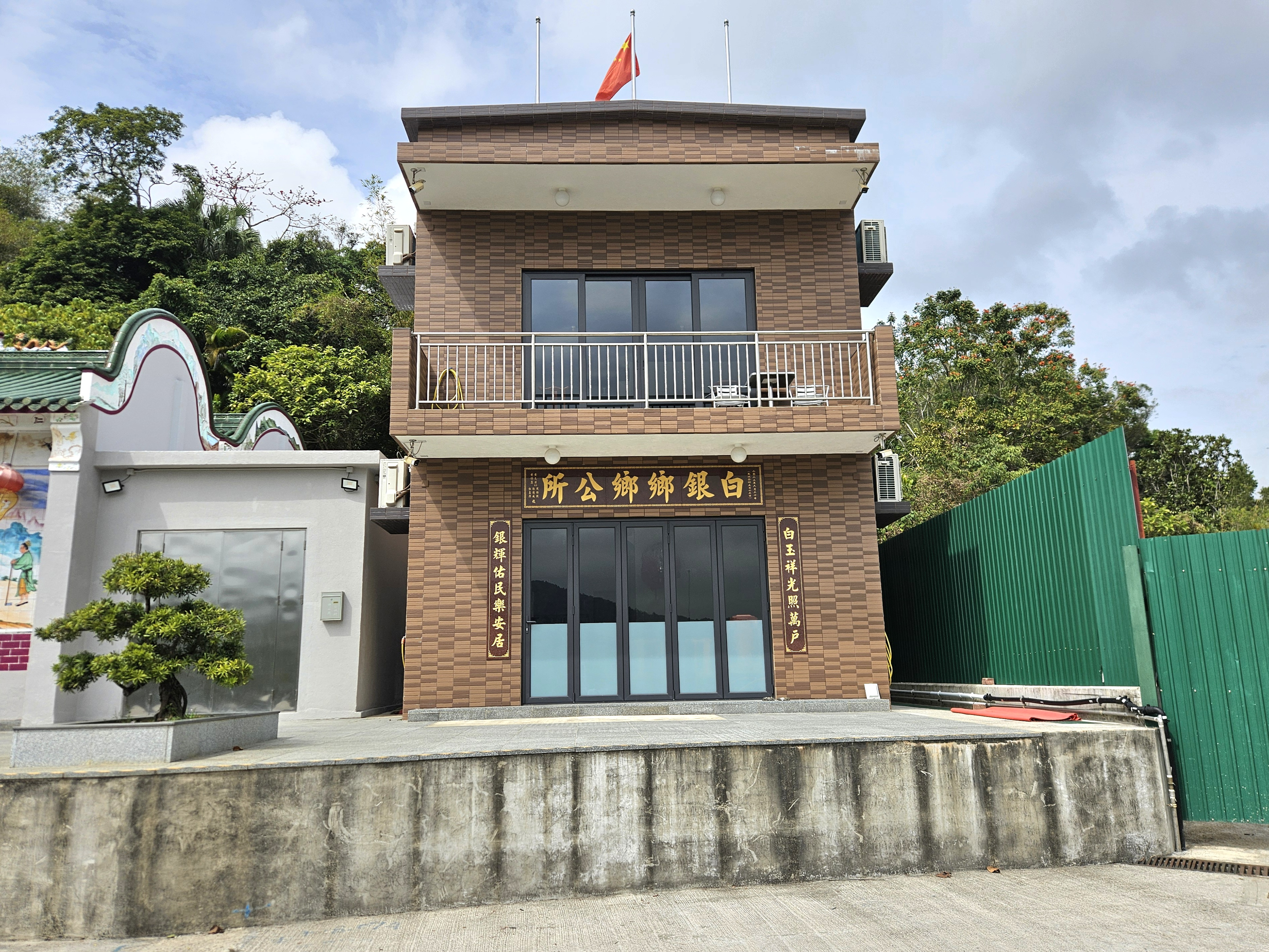
文武廟旁的白銀鄉鄉公所

- 袁氏大屋
- 洪聖古廟
- 文武廟
- 北帝宮
- 鹿地塘更樓

## 文娛康樂

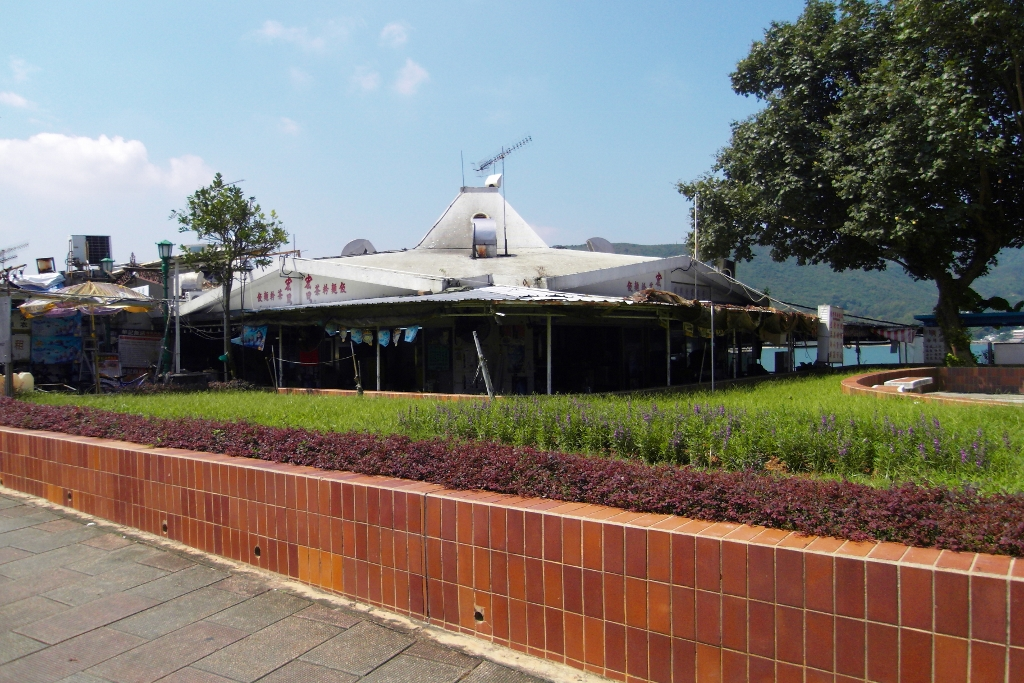
梅窩熟食市場

- 梅窩市政大廈（設有街市、公共圖書館及體育館）
- 梅窩游泳池
- 銀礦廣場
- 銀河（梅窩河）
- 海濱長廊
- 銀礦灣
- 梅窩熟食市場

## 旅遊項目
- 奧運徑

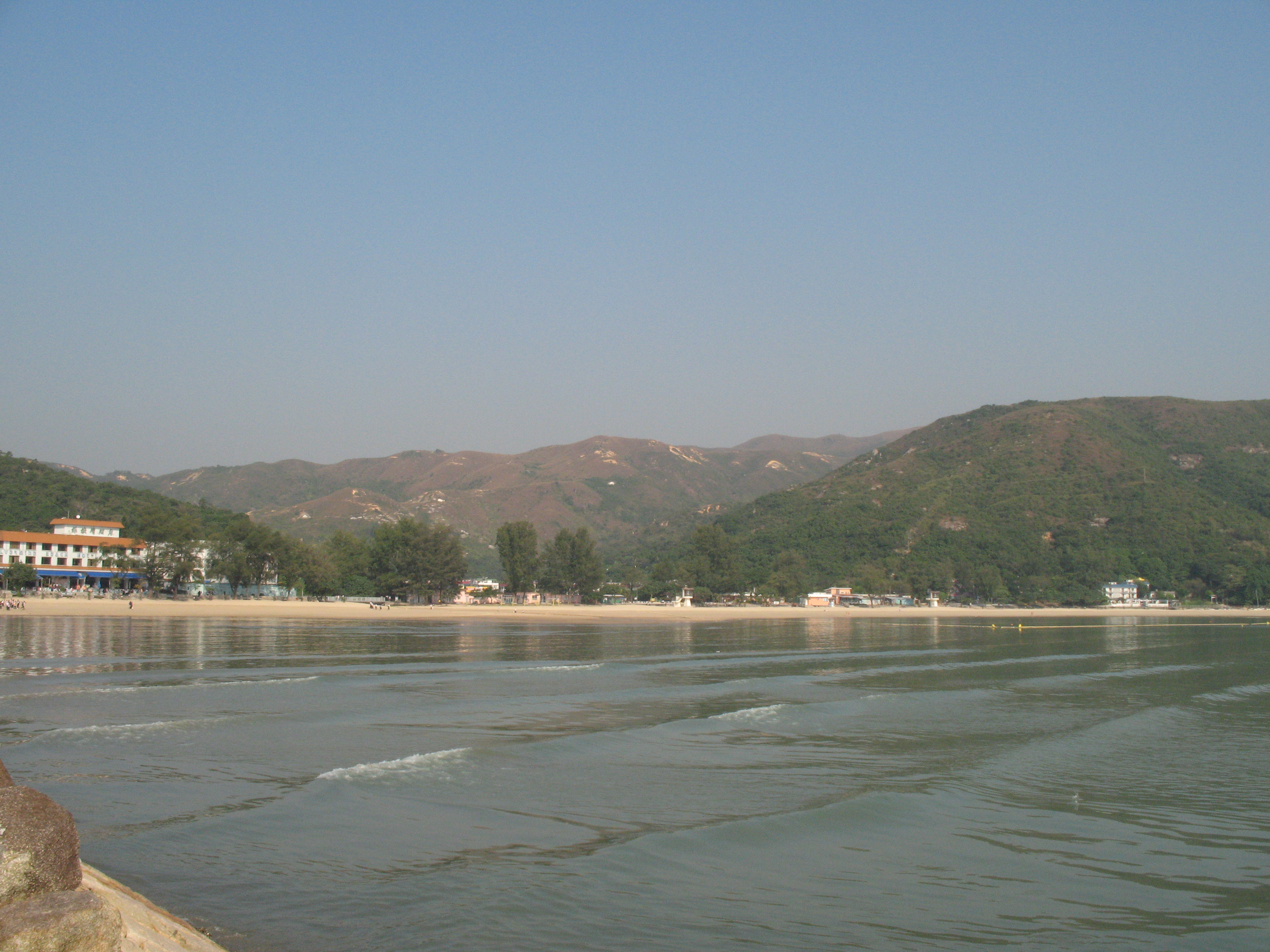
銀礦灣泳灘

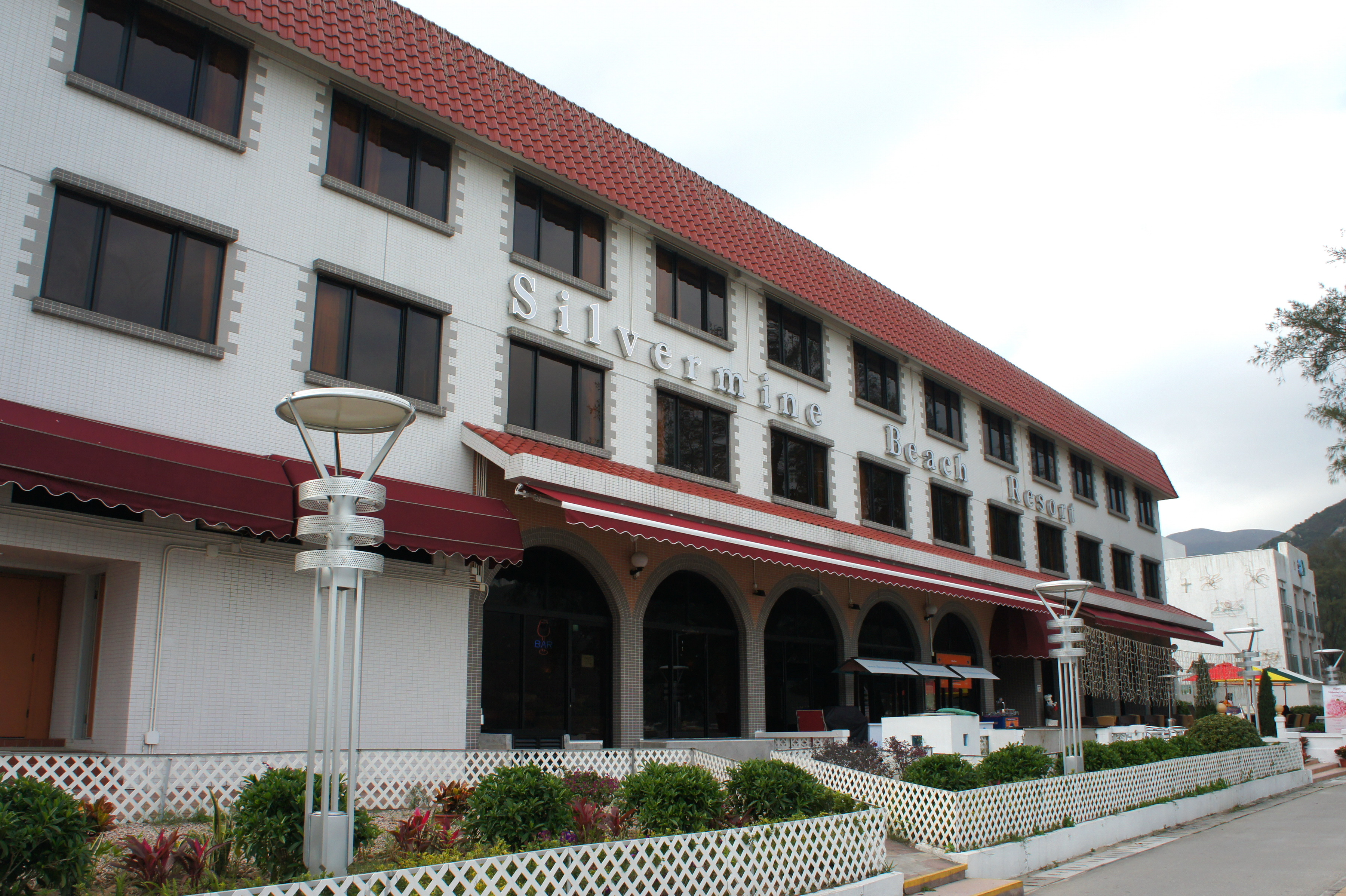
銀礦灣酒店

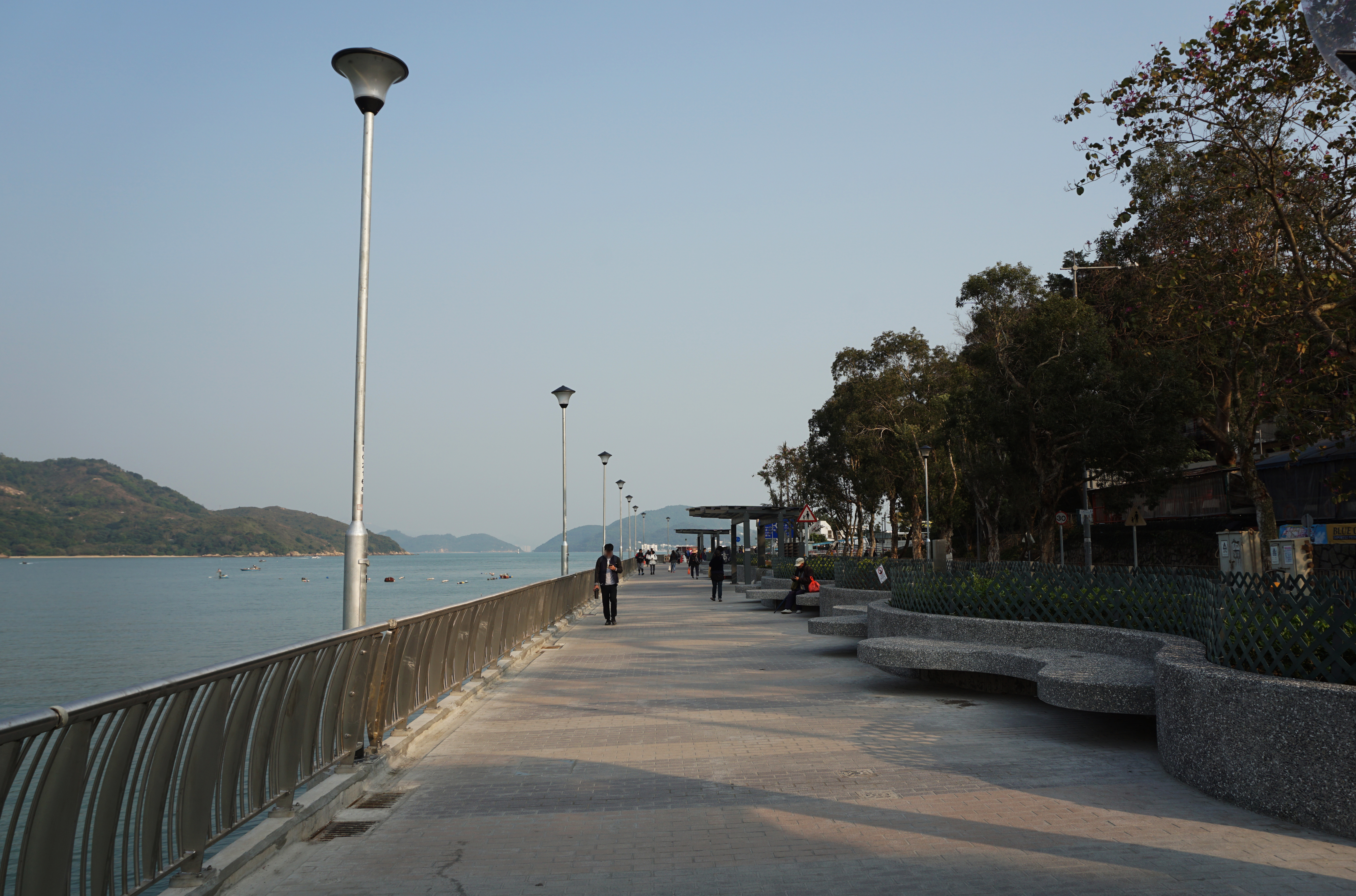
梅窩海濱長廊

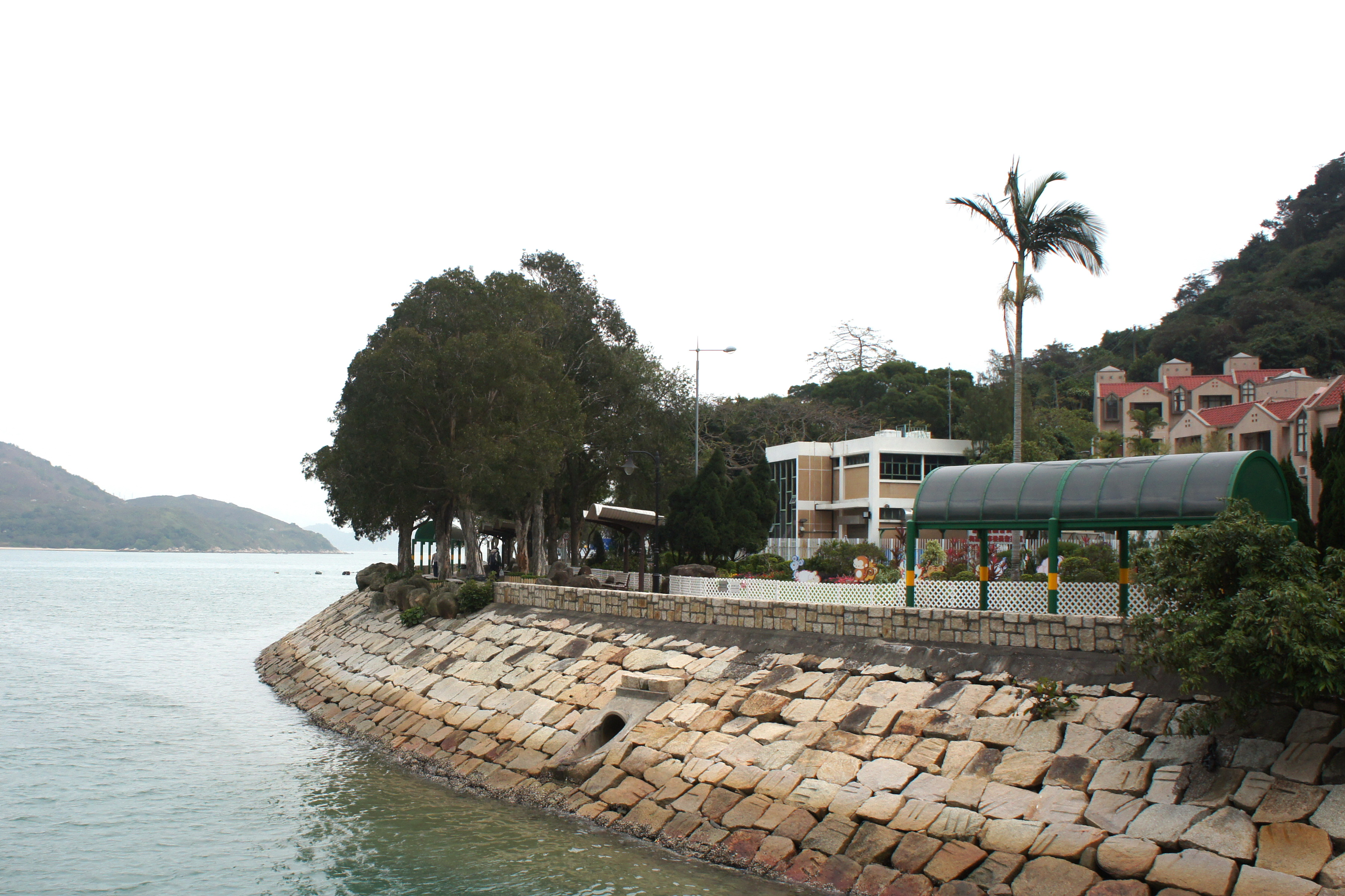
翻新前的梅窩海濱長廊，右方綠色的建築物是避雨亭

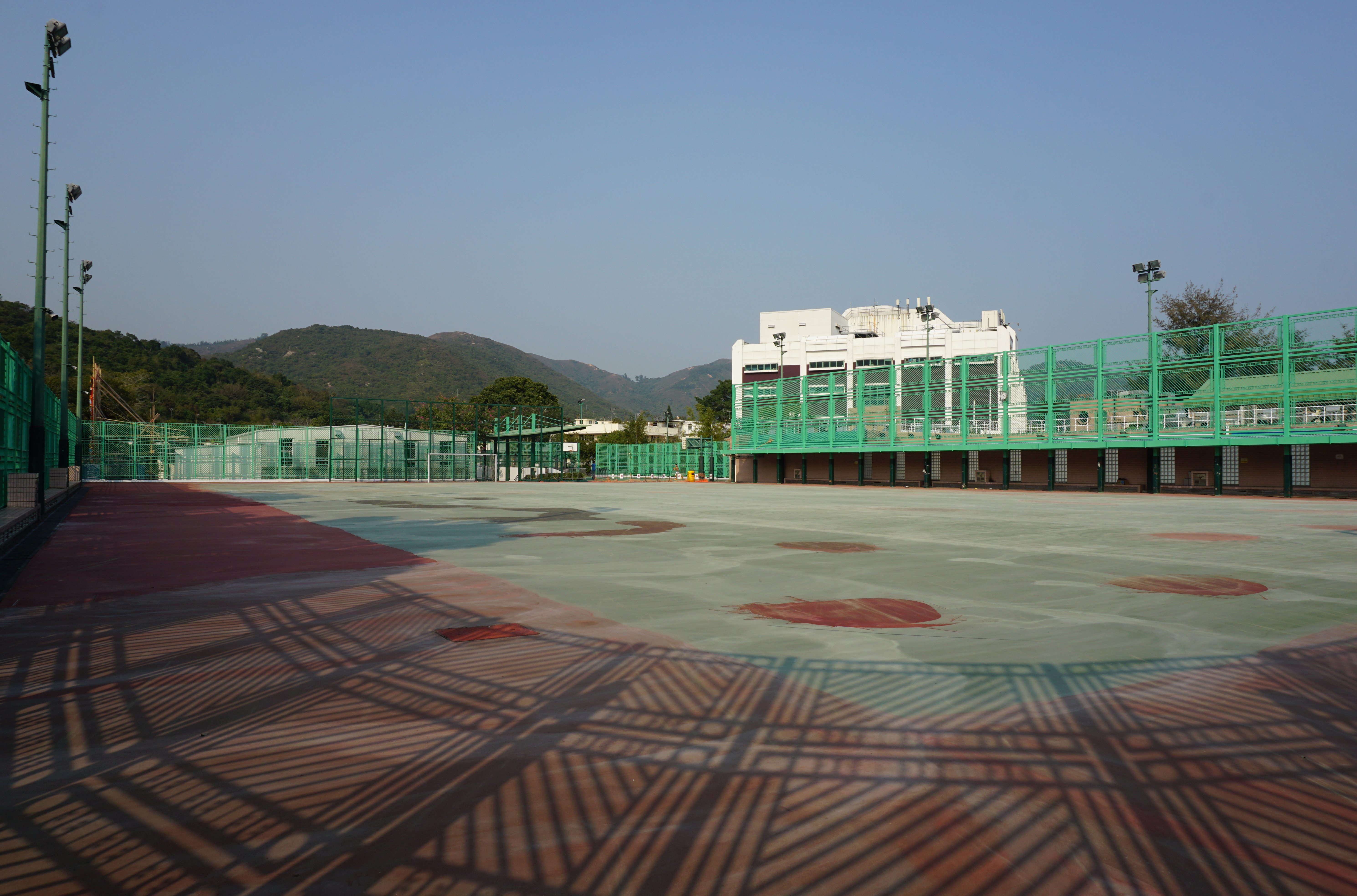
梅窩遊樂場

  - 香港於2008年協助北京奧運舉辦馬術項目，因此離島民政事務處向香港政府爭取，並且得到國際奧林匹克委員會批准，將白芒村至梅窩的一段山徑命為香港奧運徑，奧運徑全長5.6公里，當中途經東涌、大蠔灣、白芒、牛牯塱、銀礦洞、銀礦瀑布公園、白銀鄉及梅窩，奧運徑的入口處種植了五棵荷樹，象徵著奧運五環，奧運徑沿途亦鋪設了11個奧運比賽項目的圖案，而在白芒附近的一片樹林更命名為奧運林。
- 銀礦灣泳灘
- 銀礦灣燒烤場
- 銀礦瀑布
- 銀礦灣酒店[10]
- 銀礦洞
- 衛理園──基督教團契活動的一個熱門去處。
- 梅窩水燈天燈節（梅窩洪聖誕）
- 梅窩龍舟公開賽
- 梅窩沙灘音樂節
- 繽紛梅窩日

## 交通

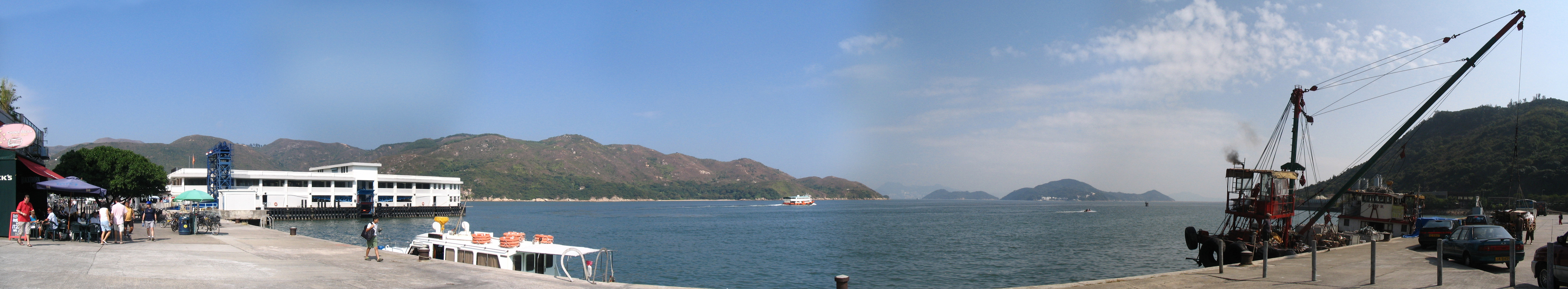
從銀運路和梅窩碼頭路交界觀看梅窩碼頭一帶

### 主要交通幹道
- 嶼南道
- 梅窩碼頭路
- 銀礦灣路
- 東灣頭路
- 銀運路

除了銀運路一段外，梅窩所有行車路均掛上「道路封閉（單車例外）」，意指有關車輛除了持有許可證外，均不能使用。

### 公共交通

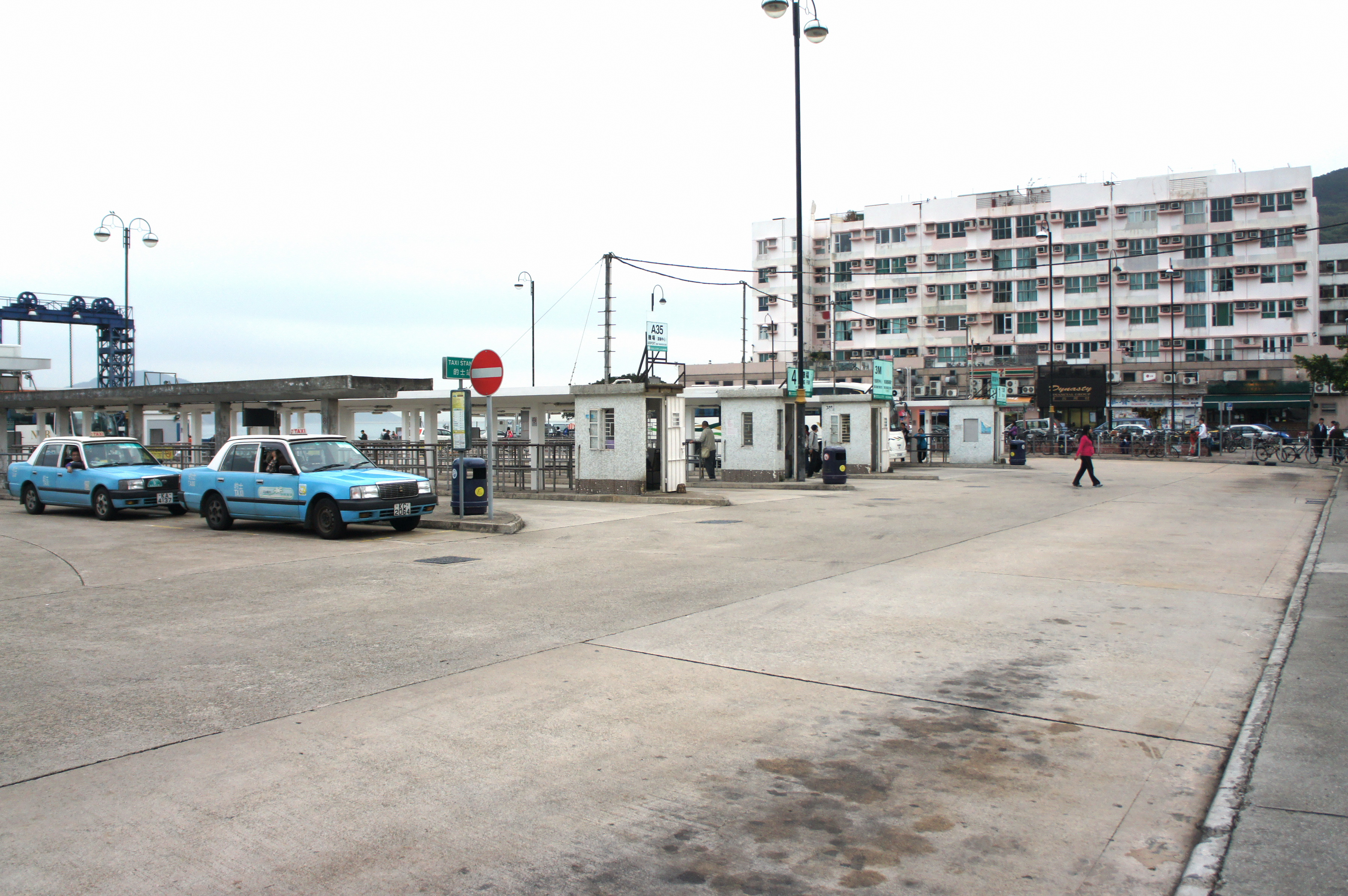
梅窩巴士總站（大嶼山梅窩公共運輸交匯處）及的士站（左方），後方建築物為梅窩中心。

## 區議會議席分佈
梅窩現時維持八十年代以來的發展狀態，常住人口較少，現時整個梅窩與全島其他鄉郊部分都劃入大嶼山選區，現任大嶼山選區的區議員為余漢坤。
除了民選區議員，梅窩鄉事委員會亦為離島區區議會的當然議員，現任主席為黃文漢。

## 資料來源
1. ↑  . 香港政府新聞網. 2006-10-23  [2012-02-14]. （原始内容存档于2014-07-13）.
2. ↑  梅窩消防局旁擬建居屋 （页面存档备份，存于） 《東方日報》 2013年2月15日
3. ↑  大嶼山再搶地 梅窩起新居屋 （页面存档备份，存于） 《星島日報》 2012年2月15日
4. ↑  .   [2022-01-02]. （原始内容存档于2019-06-13）.
5. ↑  梅窩改善工程成本漲六成 （页面存档备份，存于） 《東方日報》 2013年2月20日
6. ↑  梅窩建居屋 城規今審議 （页面存档备份，存于） 《星島日報》 2013年9月27日
7. ↑  .   [2020-05-04]. （原始内容存档于2020-06-03）.
8. ↑   (PDF). 香港規劃署. （原始内容存档 (PDF)于2017-12-26）.
9. ↑  .   [2022-05-02]. （原始内容存档于2022-04-19）.
10. ↑  . 文匯報. 2011-05-13  [2012-02-14]. （原始内容存档于2013-01-22）.

## 參看
- 大嶼山
- 老虎頭
- 袁氏大屋